# レックス・イメルス
アレクサンダー・インマルス（Alexander Immers、1986年6月8日 - ）は、オランダ・南ホラント州デン・ハーグ出身の元サッカー選手。現役時代のポジションはMF。

## 経歴

### ADO デン･ハーグ
生粋のハーグっ子であり、LENS、KRSV Vredenburch、SV DSO in Zoetermeerと地元のアマチュアクラブを経てADOデン・ハーグとアマチュア契約を結んだ。2007年8月24日のRKCヴァールヴァイク戦で74分にユリ・コルネリッセとの交代でデビューを果たし、1週間後に2年契約を結んだした。短期間でトップチームの主力となり、このシーズンのエールディヴィジ昇格に貢献した。20世紀にADOが生んだ最高のタレントと見なされた。

#### 2010-11シーズン
公式戦36試合に出場して13ゴールを記録した。プレーオフを勝ち上がって1986-87シーズン以来35年ぶりとなる欧州カップ戦を決めたチームと共に好成績を残す。さらにADOはこのシーズンだけで、1987年以来のアヤックスとのアウェーゲーム勝利、1971年以来のPSVとのアウェーゲーム勝利、クラブ史上初めてとなる1シーズン2回のアヤックス戦勝利と次々にクラブの歴史を塗り替えている。
2011年3月20日、ホームでのアヤックス戦では72分に2-1とするゴールを決めた。自身熱烈なADOサポーターであるインマルスの背中には"FC Den Haag"の文字と共に地域の象徴であるコウノトリの姿がタトゥーで刻まれている。ADOで成功したインマルスは、クラブ愛からサポーターを裏切りたくはないと国外の素晴らしいクラブへの移籍を望んでいた。

#### 2011-12シーズン
チームのゴールゲッターだったドミトリ・ブリキンがアンデルレヒトへ去った事で、新監督モーリス・スタインはインマルスをストライカーに置いた。プレシーズンの練習試合では好結果を残していたが、結局このシーズンを通してインマルスは6得点に留まった。
欧州カップ戦デビューとなったヨーロッパリーグの予選では、リトアニアのFKタウラス・タウラゲとのアウェーゲームで2ゴールを挙げた。ADOはこの試合を2-3で勝利し、ホームゲームでも2-0で勝利した。続く第3ラウンドではキプロスのオモニア・ニコシアと対戦、アウェーで3-0と敗れ、ホームで1-0勝利もプレーオフ敗退が決まった。このシーズン11月20日のFCユトレヒトとのホームゲームでインマルスが決めたゴールは、エールディヴィジライヴにおいて11月の最も美しいゴールに選ばれた。

### フェイエノールト
2012年1月5日にフェイエノールトと5年契約を結び移籍した。2011年夏からすでに関心を示していたフェイエノールトがようやく獲得に成功し、2012-13シーズンからフェイエノールトでプレーする事が決まった。移籍金は90万ユーロ、さらにケヴィン・ヤンセンが入れ替わりにADOへ移籍した。
ヨン・グイデッティが去って空いていた背番号10を背負ったインマルスはシーズン序盤に次々と決定機を逃してクオリティを疑問視されたが、前線にグラツィアーノ・ペッレが加入したことで次第に真価を発揮。2012年8月26日のヘラクレス・アルメロ戦でインマルスはフェイエノールトでの公式戦初ゴールを挙げた。9月29日のNECとのホームゲームではキャリア初のハットトリックを記録した。2013-14シーズンは特に後半戦に調子を上げてジルフェーレン・スヒューンを獲得した。

### カーディフ・シティ
2015-16シーズン、フェイエノールトの新監督に就任したジョバンニ・ファン・ブロンクホルストのもとでスタメンから外れたインマルスは出場機会を求めて冬の移籍市場でチャンピョンシップのカーディフ・シティにレンタル移籍した。即座にイングランドに適応し、ゴールを決めるなど活躍した。クラブ、サポーターだけでなく、メディアからの高い評価も受けてシーズン後も残留を希望した。両クラブもそれに応え、2016年5月16日に完全移籍の合意が発表された。

### クラブ・ブルッヘ
2017年、クラブ・ブルッヘに1年半契約で移籍した。

### デン･ハーグ復帰
2017年7月4日、ADOデン・ハーグに復帰した。

### NACブレダ
2020年8月、NACブレダに移籍した。

### SVVスヘフェニンゲン
2021年8月2日、SVVスヘフェニンゲンに移籍した。

## 人物・評価
走力のある10番としての能力を認められて移籍したフェイエノールトでは、チャンスでの度重なるミスによって複数メディアに大きな批判を浴びた。しかしピッチ上で常にハードワークするインマルスは監督、チームメイト、サポーターの大きな支持を得ており、2012-13シーズンからフェイエノールトのプレーにおいて重要な役割を担っている。
フェイエノールトのチームメイト、グラツィアーノ・ペッレは「僕はずっとプロ・レクス(レクスのファン)だったんだ。僕らが彼を上手く使えれば、彼はフェイエノールトにとって黄金の価値がある。彼はチームのためにとても走ってくれるし、DFの注意は僕のようなターゲットマンに向くから彼がいつもゴールに近くにいることが重要」とインマルスが2得点を決めた2013年12月21日のPECズヴォレ戦後に語った。フェイエノールトの監督ロナルド・クーマンもインマルスを常に高く評価しており、「彼のチームのための貢献度、何mもカバーして、どれだけ相手にプレッシャーをかけているかを見れば、彼はフェイエノールトにとって本当にファンタスティックな存在」とコメントしている。

## エピソード
2015年3月8日のNACブレダとのホームゲームでインマルスのシュートがライン際でクリアされたが、デ・カイプで運用されていたホークアイ・システムによって主審がゴールと認定した。2013年9月からエールディヴィジで持ち回りで使用されていたゴールラインテクノロジーによって初めて認められたゴールとなった。